# Alcee Hastings
Alcee Lamar Hastings, född 5 september 1936 i Altamonte Springs, Florida, död 6 april 2021 i Washington, D.C., var en amerikansk demokratisk politiker och jurist. Han representerade delstaten Floridas 23:e distrikt i USA:s representanthus från 1993 till sin död.
Hastings avlade 1958 grundexamen vid Fisk University. Han studerade sedan vidare vid Howard University. Han avlade 1963 juristexamen vid Florida Agricultural and Mechanical University. Han arbetade sedan som advokat i Florida.
Hastings kandiderade 1970 till USA:s senat men förlorade i demokraternas primärval mot Lawton Chiles. Han inledde 1977 sin karriär som domare i Broward County. USA:s president Jimmy Carter utnämnde honom 1979 till en federal domstol. Han ställdes inför riksrätt på grund av korruption och mened och avsattes 1989 av USA:s senat. Han förlorade inte sin rätt att ställa upp i federala val trots att senaten som riksrätt hade kunnat besluta om en sådan ytterligare straffpåföljd.
Han kandiderade 1990 till delstatens statssekreterare (Florida Secretary of State) och blev tvåa i demokraternas primärval. Två år senare kandiderade han till representanthuset och besegrade Lois J. Frankel i andra omgången av demokraternas primärval efter att ha varit på andra plats efter första omgången. Han vann sedan själva kongressvalet och tillträdde som kongressledamot i januari 1993.
Hastings var medlem av African Methodist Episcopal Church. Han var frånskild och bosatt i Miramar, Florida.